# Tariq
Tariq (arabisch طارق, DMG Ṭāriq) ist sowohl ein Substantiv als auch ein männlicher arabischer Name und wird auch Tarik geschrieben, aber es gibt auch ein mit Kāf geschriebenes Wort tarik mit gänzlich anderer Bedeutung, das auch als Name verwendet werden kann. Die türkische Schreibweise Tarık und die gelegentlich anzutreffende Transkription Tarek sind der tatsächlichen, durch den  Buchstaben Qāf und dessen Aussprache beeinflussten Aussprache des Vokals „i“ geschuldet.

## Bedeutung
- Die direkte Übersetzung lautet Der Klopfende oder Der Hämmernde – Partizip aktiv zum Verb ṭaraqa (arabisch طرق), welches hämmern oder klopfen bedeutet.
- Der nächtliche Besucher – Genau genommen jeder Besucher, der an eine Tür klopft und um Einlass bittet.
- Der Morgenstern (arabisch كوكب الصبح) – nach dem al-Qamus al-Muhyat (arabisch القاموس المحيط ein ca. 600 Jahre altes Nachschlagewerk für die arabische Sprache) die korrekte Bezeichnung für den im Koran erwähnten Stern. Teilweise zu findende Bezeichnungen wie Der Abend- oder Nachtstern sind nicht korrekt. Einhergehend mit seiner Bedeutung Der Morgenstern, ist Tarik auch Synonym für Wegbegleiter oder Orientierungshilfe – wegen der Navigation beispielsweise von Karawanen, die sich an den Sternen orientierten.
- Stern von durchdringender Helligkeit (arabisch النجم الثاقب) – die ureigene Definition des Koran auf die Frage was denn der at-Tariq sei (Koran, Sure 86, Vers 2 [Frage] und 3 [Antwort]).

## Varianten
Tarek, Tareq, Tarik, Tariq, Tarık (türkisch), seltener auch Tareck, Tarick, Tarreck und Tarrik sind Wiedergaben dieses Namens im lateinischen Alphabet.

## Namensträger
- Tāriq ibn Ziyād (um 670–720), berberischer Muslim und Eroberer des Westgotenreiches

### 20./21. Jahrhundert
- Tarik Abdel Bary (* 1961), ägyptischer Universitätsprofessor, Übersetzer, Terminologe und Autor
- Tariq Abdul-Wahad (* 1974), französischer Basketballspieler
- Tarek Adamski (* 1996), österreichischer Hörfunkmoderator beim österreichischen Rundfunk (Ö3)
- Tarık Akan (1949–2016), türkischer Schauspieler
- Tarık Langat Akdağ (* 1988), türkischer Läufer kenianischer Herkunft
- Tareq Alaows (* um 1989), deutsch-syrischer Migrationsaktivist und flüchtlingspolitischer Sprecher
- Tariq al-Haschimi (* 1942), irakischer Politiker
- Tareq Al Suwaidan (* 1953), kuwaitischer islamischer Autor, Redner und Unternehmer
- Tariq Ali (* 1943), pakistanischer Autor, Filmemacher und Historiker
- Tarık Altuntaş (* 1991), türkischer Fußballspieler
- Tarek Al-Wazir (* 1971), deutscher Politiker und Mitglied des Hessischen Landtages
- Tariq Anwar (* 1945), britischer Filmeditor
- Tariq Aziz (1936–2015), irakischer Politiker und Minister
- Tarik Benhabiles (* 1965), französischer Tennisspieler und -trainer
- Tarek Boudali (* 1979), französischer Regisseur, Drehbuchautor und Filmschauspieler
- Tarık Çamdal (* 1991), deutsch-türkischer Fußballspieler
- Tarık Çetin (* 1997), türkischer Fußballtorhüter
- Tarek Chahed (* 1996), deutscher Fußballspieler
- Tariq Chihab (* 1975), marokkanischer Fußballspieler
- Tarık Ziya Ekinci (1925–2024), kurdisch-türkischer Mediziner, Politiker und Autor
- Tarik Elyounoussi (* 1988), norwegischer Fußballspieler marokkanischer Herkunft
- Tarık Ergut (* 1996), türkischer Fußballspieler
- Tareq Esmaeili (* 1977), katarischer Mountainbike- und Straßenradrennfahrer
- Tariq Farooq (* 1954), österreichischer Badmintonspieler
- Tarek Ebéné (* 1986), deutscher Rapper, Hip-Hop-Musiker und Sänger
- Tarek Helmy (* 1975), deutscher Synchronsprecher und Schauspieler
- Tarık Küpoğlu (* 1948), türkischer Fußballspieler
- Tarık Kutver (1938–2011), türkischer Fußballspieler
- Tarek Leitner (* 1972), österreichischer Fernsehmoderator
- Tarek Majzoub (* um 1960), libanesischer Jurist und Hochschullehrer
- Tarik Mete (* 1986), österreichischer Politiker, Abgeordneter zum Salzburger Landtag
- Tareq Mubarak Taher (* 1986), bahrainischer Leichtathlet kenianischer Herkunft (Langstrecken- und Hindernislauf)
- Tareq Nazmi (* 1983), deutscher Opern- und Konzertsänger der Stimmlage Bass mit kurdischen Wurzeln
- Tarık Ongun (* 1973), türkischer Fußballschiedsrichterassistent
- Tariq Ramadan (* 1962), ägyptischstämmiger Schweizer Philosoph, Islamwissenschaftler und islamischer Gelehrter
- Tarek Rasouli (* 1973/74), deutscher Mountainbiker und Freerider
- Tarik Rose (* 1971), deutscher Koch und Fernsehkoch
- Tarek William Saab (* 1962), venezolanischer Politiker und Rechtsanwalt
- Tarik Saleh (* 1972), schwedischer Filmregisseur, Animator und Drehbuchautor
- Tarek Salman (* 1997), katarischer Fußballspieler
- Tarik Sektioui (* 1977), marokkanischer Fußballspieler
- Tarık Tekdal (* 1990), türkischer Fußballspieler
- Tarek Youzbachi (* 1971), deutscher Journalist und Fernsehmoderator

## Weiteres
- at-Tāriq, Name der 86. Sure im Koran

- Dschabal Tariq (arabisch جبل طارق zu dt. Berg des Tariq), arabischer Name von Gibraltar, benannt nach dem o. g. Sarazenen Tariq ibn Ziyad, der im 8. Jahrhundert von dort nach Spanien eindrang und das Westgotenreich zerschlug

- Tareq Rajab Museum, Museum für eine öffentlich zugänglich gemachte, private Sammlung von Kunstwerken in Kuwait

- VW Tarek, Name eines Prototypenmodelles von Volkswagen im Jahr 2003

- Für den gemeinsamen Europäischen Zolltarif (TARIC) siehe unter Zolltarif